# Ulla Rantala
Ulla Margit Rantala (Tammela, 1 de mayo de 1957) es una deportista finlandesa que compitió en tiro con arco, en la modalidad de arco recurvo. Ganó una medalla de bronce en el Campeonato Europeo de Tiro con Arco al Aire Libre de 1982, en la prueba de equipo.

## Palmarés internacional
| Campeonato Europeo al Aire Libre | Campeonato Europeo al Aire Libre | Campeonato Europeo al Aire Libre | Campeonato Europeo al Aire Libre |
| Año                              | Lugar                            | Medalla                          | Prueba                           |
| -------------------------------- | -------------------------------- | -------------------------------- | -------------------------------- |
| 1982                             | Kecskemét (Hungría)              | Medalla de bronce                | Equipo                           |